# Chamouilley

Chamouilley este o comună în departamentul Haute-Marne din nord-estul Franței. În 2009 avea o populație de 850 de locuitori.

## Evoluția populației
| An        | 1975  | 1982 | 1990 | 1999 | 2006 | 2009 |
| --------- | ----- | ---- | ---- | ---- | ---- | ---- |
| Populație | 1.022 | 992  | 943  | 883  | 855  | 850  |